# 1734
Évszázadok: 17. század – 18. század – 19. század
Évtizedek: 1680-as évek – 1690-es évek – 1700-as évek – 1710-es évek – 1720-as évek – 1730-as évek – 1740-es évek – 1750-es évek – 1760-as évek – 1770-es évek – 1780-as évek
Évek: 1729 – 1730 – 1731 – 1732 –  1733 – 1734 – 1735 – 1736 – 1737 – 1738 – 1739

## Események

### Határozott dátumú események
- július 29. – III. Károly a heiligenkreuzi apátságnak adja a szentgotthárdi apátságot

### Határozatlan dátumú események
- III. Károly kiadja a második Carolina Resolutiót.

## Születések
- január 23. – Kempelen Farkas, tudós, feltaláló († 1804)
- május 22. – Josef Ignaz Gerl, Magyarországon is dolgozó osztrák építész, az egri Líceum első tervezője († 1798)
- július 23. – Antonio Sacchini, olasz zeneszerző († 1786)
- augusztus 24. – Grassalkovich Antal, birodalmi herceg, Bodrog és Zólyom vármegye főispánja († 1794)
- augusztus 25. – Mitterpacher Lajos, egyetemi tanár, mezőgazdász, jezsuita szerzetes († 1814)
- szeptember 15. – Küzmics Miklós, magyarországi szlovén esperes, Biblia fordító, vallási író († 1804)
- december 15. – Bornemisza János kamarás, Hunyad vármegye főispánja († 1810)

## Halálozások
- május 13. – Giovanni Ceva, olasz matematikus, a róla elnevezett tétel felfedezője (* 1647)